# Pierre Daboval
Pierre Daboval, né le 3 juillet 1918 à Paris 14e et mort le 11 mai 2015 à Lavelanet (Ariège), est un peintre et dessinateur français.

## Biographie
Après sa captivité en Allemagne nazie, de retour à Paris en 1945, il est élève à l'Académie de la Grande Chaumière, à l’Académie Julian, puis à l'École des beaux-arts. Il installe son atelier successivement de 1949 à 1951 en Suède, puis à Auvers-sur-Oise, et enfin à Saint-Rémy-de-Provence où il s'installe dans un mas avec la peintre Denise Bourdhouxe (1925-1990).
En 1970, il renonce à la peinture pour ne plus se consacrer qu’au dessin. Sa facture très particulière en fait un des meilleurs dessinateurs français de notre époque. On ne peut le comparer à personne, bien qu’il soit dans la lignée des très grands. Après une époque fantastico-érotique, de 1974 à 1990 (Voir son opus Les Phantasmes de Berthe Préface de Marcel Sauvage, éditions Romanet Paris, 1974 [presses Art Litho, Paris]). 8 lithographies, il s’oriente vers l’autoportrait qu’il maîtrise en y ajoutant une forme de dérision et d’humour qui cachent une extrême sensibilité, une attention particulière au monde qui nous entoure, un regard aigu sur lui-même et les autres.
Installé à Mirepoix, dans l’Ariège dès 1998, l'une de ses dernières expositions se déroule du 12 au 19 décembre 2014 dans cette ville,.
Indépendamment de son œuvre « laïque », Pierre Daboval est proche, à partir de la fin des années 1980, de l'Association internationale pour la conscience de Krishna et, à l'âge de 82 ans, devient disciple, sous le nom de « Premaniketan dasa ».